# (2162) Anhui
(2162) Anhui (1966 BE) – planetoida z pasa głównego asteroid okrążająca Słońce w ciągu 3,33 lat w średniej odległości 2,23 au. Odkryta 30 stycznia 1966 roku.